# Flöde

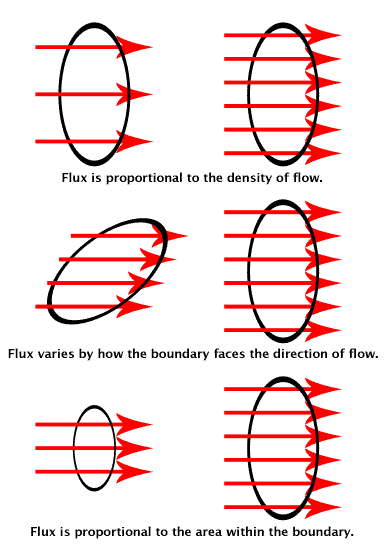
Flöde är proportionellt mot flödestäthet; beror på vinkeln mellan flödets riktning och areans normal; är proportionellt mot areans yta.

Flöde är ett mått på en kvantitet som passerar en viss yta under en viss tid. Strömmen i en ledning är alltså det flöde av elektroner som passerar ett tvärsnitt per tidsenhet (I=U/R). Ett flöde kan även beteckna den mängd av en fluid som passerar ett tvärsnitt per tidsenhet (Flöde=ΔP/R). Flödet kan alltså antingen vara ett massflöde eller ett volymflöde. Flödet är en vektor. Se flöde (mekanik).

## Magnetiskt flöde
Inom området elektromagnetism pratar man även om magnetiskt flöde, betecknat {\displaystyle \Phi }.

## Luftflöde
Luftflöde mäts med enheten m3/sekund. Luftflödesmotstånd för ett material mäts i enheten kPa*s/m2.